# Canadian Pacific Railway

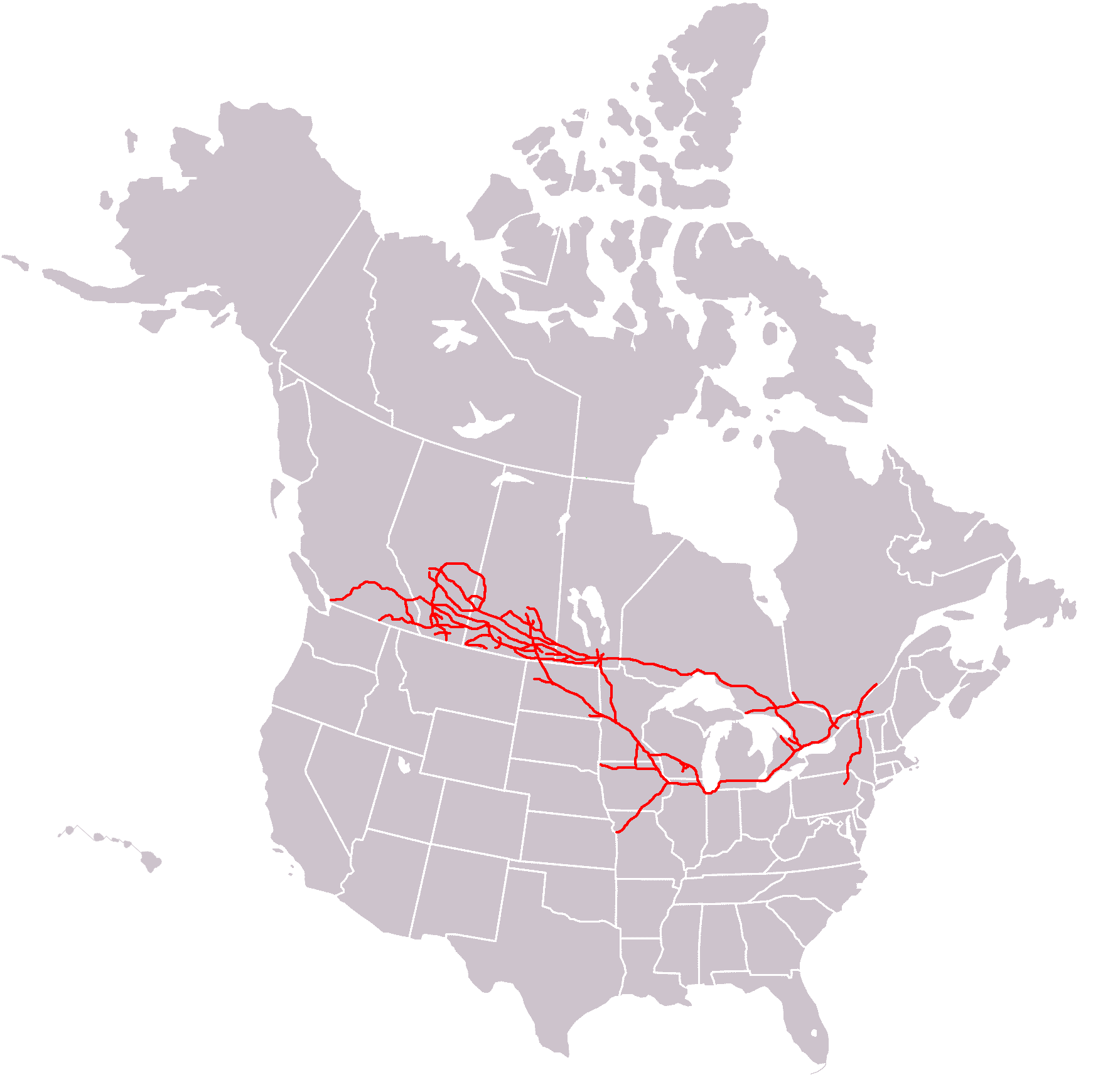
Hauptstrecken der Canadian Pacific Railway

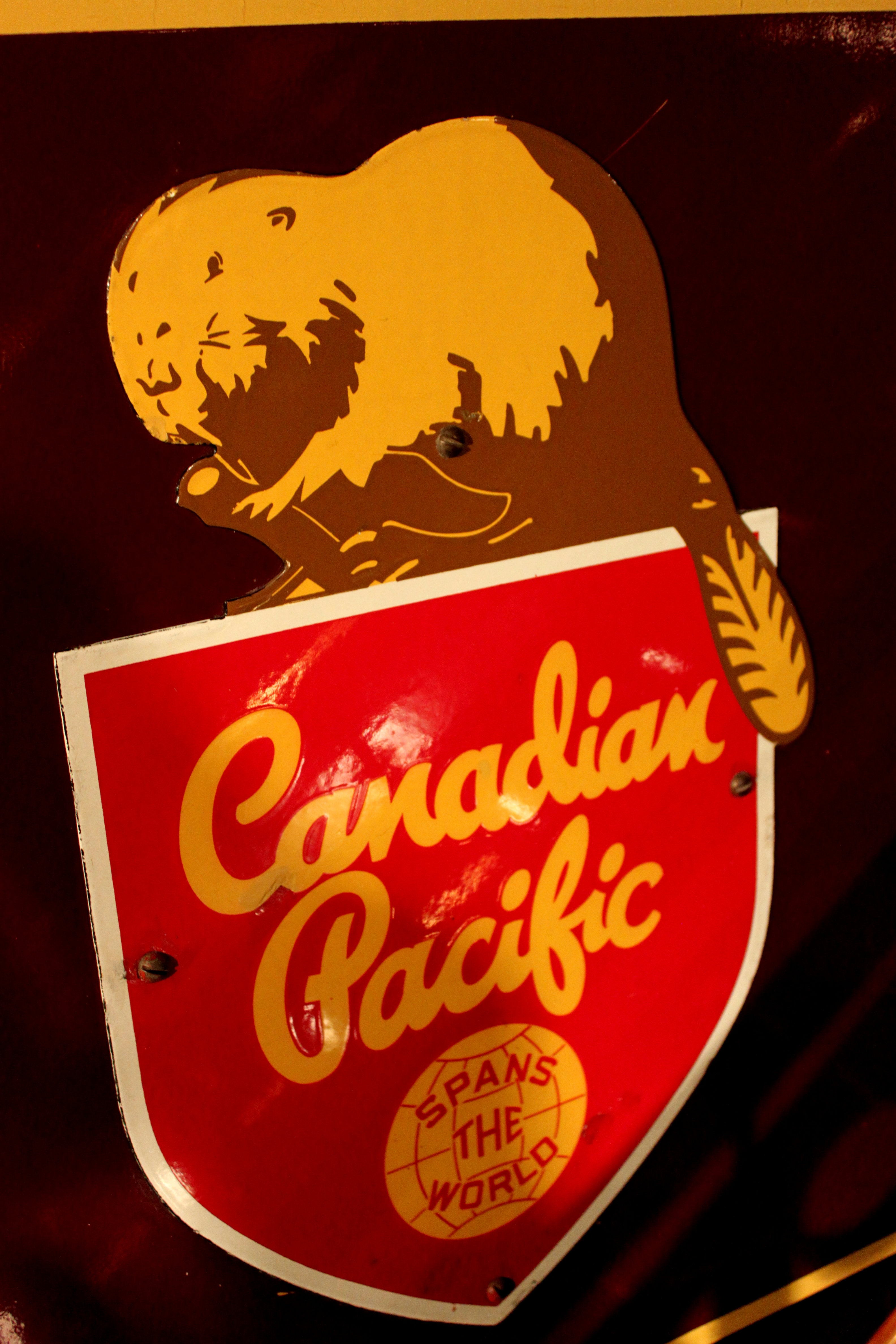
Ehemaliges Logo der Canadian Pacific Railway

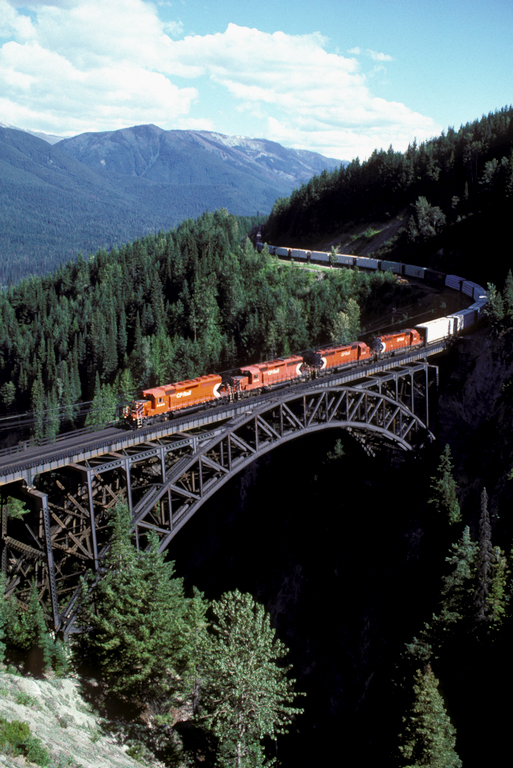
Ein in Richtung Osten fahrender Güterzug auf der Stoney Creek Bridge in der Nähe des Rogers Pass (1988)

Die Canadian Pacific Railway (CPR) ist eine Eisenbahngesellschaft mit einem fast 22.300 Kilometer langen normalspurigen Schienennetz in Kanada und den USA. Sie ist, neben der Canadian National Railway, eine der zwei kanadischen Class 1-Eisenbahngesellschaften. Sitz des an der Toronto Stock Exchange im S&P/TSX 60 gelisteten Unternehmens ist Calgary. Die Hauptstrecke der Gesellschaft, die zwischen 1881 und 1885 erbaute transkontinentale Verbindung, verläuft zwischen Montréal im Osten am Nordatlantik und Vancouver im Westen am Pazifik.
Mit dem Bau der Strecke wurde ein Versprechen an die Provinz British Columbia erfüllt, die 1871 der Kanadischen Konföderation beigetreten war und eine Verkehrsverbindung in den Osten des Landes gefordert hatte. Die Strecke trug wesentlich zur Besiedlung der kanadischen Prärieprovinzen Alberta, Manitoba und Saskatchewan bei. Heute betreibt die Canadian Pacific Railway ausschließlich Güterverkehr, nachdem der Personenverkehr 1978 an VIA Rail übertragen wurde.
Die Canadian Pacific Railway war von 1971 bis 2001 ein Teil der Canadian Pacific Limited, des weltweit größten Transport- und Rohstoffkonzerns (Schifffahrt, Luftfahrt, Eisenbahn, Lkw-Transporte, Telekommunikation, Minen, Erdöl, Erdgas). Im Zeitraum von 1968 bis 1996 wurden die Dienstleistungen der Eisenbahn unter der Bezeichnung CP Rail vermarktet. 1996 erfolgte eine Reorganisation des Gesamtkonzerns. Dabei wurden fünf separate Tochtergesellschaften gebildet, darunter die Canadian Pacific Railway Limited, die das Eisenbahngeschäft übernahm. Mit Wirkung vom 1. Oktober 2001 wurden die einzelnen Tochtergesellschaften rechtlich und wirtschaftlich eigenständige Unternehmen, während sich der Konzern auflöste.
In den USA betreibt die Canadian Pacific Railway die beiden Tochterunternehmen Soo Line Railroad und Delaware and Hudson Railway (D&H).

## Geschichte

### Die Zeit vor der Canadian Pacific Railway (1871 bis 1881)

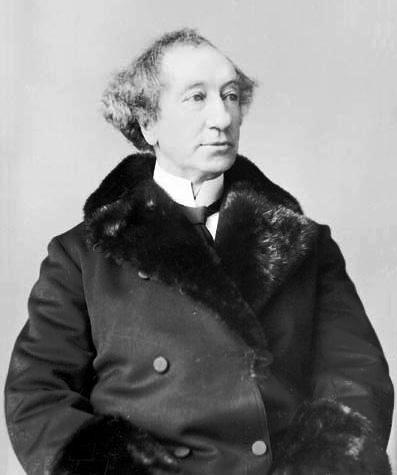
John Macdonald

Der Bau der Canadian Pacific Railway erfolgte aus verschiedenen Gründen. Die konservative Regierung von Premierminister John Macdonald hatte British Columbia im Jahr 1871 versprochen, eine Eisenbahnverbindung zwischen dem Pazifik und den östlichen Provinzen bauen zu lassen; dies als Gegenleistung für den Beitritt der neuen Provinz zur Kanadischen Konföderation. Die Zehnjahresfrist für den Bau der Strecke begann am 21. Juli 1871 zu laufen. Macdonald sah in der Eisenbahn ein Mittel, eine geeinte kanadische Nation zu schaffen und das Zusammengehörigkeitsgefühl zu stärken. Darüber hinaus waren die Industrieunternehmen in Québec und Ontario daran interessiert, einen Zugang zu Rohstoffen im kanadischen Westen zu erhalten und neue Märkte zu erschließen.
Das Haupthindernis für den Bau waren die hohen Kosten. Die günstigste Route für eine Eisenbahn in den Westen Kanadas hätte eigentlich durch den Mittleren Westen der USA und Chicago geführt, doch es sollte eine rein kanadische Eisenbahn werden. Die Schwierigkeit und die Kostspieligkeit, eine Eisenbahn quer durch die Rocky Mountains zu bauen, war offensichtlich. Dazu kam die Durchquerung eines über 1600 Kilometer breiten, menschenleeren Gebiets im Kanadischen Schild und im Muskeg, der sumpfigen Tundra von Nord-Ontario. Um die Route zu sichern, gewährte die Regierung umfangreiche Vergünstigungen, darunter das Recht, riesige Landstriche entlang der Route praktisch zum Nulltarif zu erwerben.
1872 erhielt die von Hugh Allan angeführte Canada Pacific Railway Company (nicht mit der heutigen Gesellschaft identisch) den Zuschlag zum Bau der Strecke, während die Inter-Ocean Railway Company leer ausging. Doch Premierminister Macdonald und andere hochrangige Politiker hatten sich bestechen lassen, was zum Pacific-Skandal führte. Die konservative Regierung musste 1873 im Zuge des Skandals zurücktreten; am 22. Januar 1874 fand eine vorgezogene Unterhauswahl statt. Die neue Regierung unter dem Premierminister Alexander Mackenzie (Liberale Partei Kanadas) verfügte den Baubeginn der ersten Teilstrecken unter staatlicher Regie.
Der Bau des Abschnitts im Distrikt Thunder Bay zwischen dem Oberen See und Winnipeg begann 1875. Der Baufortschritt war wegen des Mangels an öffentlichen Geldmitteln äußerst langsam und entmutigend. Als John Macdonald am 16. Oktober 1878 wieder an die Macht gelangte, wurde eine aggressivere Baupolitik verfolgt. Macdonald bestätigte frühere Pläne, wonach der Ausgangspunkt in Port Moody in British Columbia sein würde. Er kündigte an, dass die Bahnstrecke von Port Moody aus den Fraser River und den Thompson River entlang nach Kamloops führen sollte.
1879 erfolgte die Ausschreibung des 206 Kilometer langen Abschnitts zwischen Yale und der Fähre von Savona am Kamloops Lake. Der Auftrag ging an den Bauunternehmer Andrew Onderdonk, dessen Arbeiter am 15. Mai 1880 mit dem Bau begannen. Nach Fertigstellung dieses Abschnitts erhielt er den Auftrag, zwei weitere Teilstrecken zu bauen; zwischen Yale und Port Moody sowie zwischen Savona und dem Eagle Pass.
Am 21. Oktober 1880 unterschrieb eine neue Canadian Pacific Railway Company (ohne Verbindung zu Hugh Allan) einen Vertrag mit der Macdonald-Regierung. Die CPR verpflichtete sich zum Bau der restlichen Strecke. Als Gegenleistung erhielt sie von der Regierung einen Kredit von 25 Millionen Kanadischen Dollar (heutiger Wert: rund 385 Millionen Euro) sowie eine Landfläche von 25 Millionen acres (rund 101.000 km²) entlang der Bahnstrecke. Die Regierung übertrug die unter staatlicher Regie entstandenen Abschnitte an die CPR. Außerdem übernahm sie die Kosten für die Landvermessung und erließ die Vermögenssteuern für die nächsten zwanzig Jahre. Der Vertrag erlangte am 15. Februar 1881 Gesetzeskraft, und die Gesellschaft wurde am darauf folgenden Tag formell gegründet.

### Der Bau der transkontinentalen Eisenbahn (1881 bis 1885)
Man ging allgemein davon aus, dass die Eisenbahnstrecke durch den „Fruchtbaren Gürtel“, dem Tal des North Saskatchewan River, führen und die Rocky Mountains am Yellowhead Pass überqueren würde. Diese Route über den niedrigsten Pass an der Wasserscheide war von Sandford Fleming nach zehnjähriger Planungs- und Vermessungsarbeit vorgeschlagen worden. Die CPR verwarf jedoch diese Pläne zugunsten einer weiter südlich verlaufenden Route quer durch das dürre Palliser-Dreieck in Saskatchewan und über den Kicking Horse Pass. Diese Route war direkter und lag weitaus näher zur Grenze zu den USA. Die CPR konnte dadurch amerikanischen Eisenbahngesellschaften den Zugang zum kanadischen Markt weitgehend blockieren.
Die Route hatte aber auch mehrere Nachteile. Die CPR musste einen Weg durch die Selkirk Mountains finden; dies zu einer Zeit, als man noch gar nicht wusste, ob ein solcher überhaupt existierte. Die Aufgabe, einen Passübergang zu finden, wurde dem Vermesser Albert Bowman Rogers übertragen. Die CPR versprach ihm einen Scheck von 5000 Dollar und sicherte zu, dass der Pass nach ihm benannt werden würde. Rogers fand diesen Pass am 29. Mai 1881. Die Eisenbahngesellschaft hielt sich an das Versprechen, taufte den Übergang Rogers Pass und überreichte den Scheck. Rogers weigerte sich zunächst aber, den Scheck einzulösen, rahmte diesen stattdessen ein und sagte, er habe dies nicht für Geld, sondern für Ruhm getan. Schließlich konnte die CPR ihn zur Einlösung bewegen, als sie eine gravierte Uhr drauflegte.
Ein weiteres Hindernis war, dass die vorgeschlagene Route durch das Gebiet der Blackfoot-Indianer führte. Der Missionar Albert Lacombe konnte schließlich Häuptling Crowfoot davon überzeugen, dass der Bau der Eisenbahn letztlich unausweichlich sei. Als Dank für sein Einverständnis erhielt Crowfoot ein Abonnement der CPR, das lebenslang gültig war. Ein weiterer Nachteil der gewählten Route war, dass das Land entlang der Bahnlinie im Gegensatz zu der von Sandford Fleming vorgeschlagenen Variante oft zu dürr war, um Landwirtschaft betreiben zu können. Die CPR hatte sich zu sehr auf die Aussagen des Naturwissenschaftlers John Macoun verlassen. Dieser hatte die Prärie bei regnerischem Wetter durchquert und berichtet, dass die Gegend fruchtbar sei, was jedoch letztlich nicht ganz zutraf. Aus diesem Grund konnte die CPR kaum Land an Siedler verkaufen.
Der größte Nachteil der Route war allerdings der Übergang am Kicking Horse Pass. Auf den ersten sechs Kilometern westlich des 1625 Meter hohen Passes fällt das Gelände abrupt um 350 Meter ab. Die unter chronischem Bargeldmangel leidende CPR sah sich daher 1884 gezwungen, einen sehr direkten, sieben Kilometer langen Abschnitt mit einem hohen Gefälle von 4,5 % zu bauen. Dies war viermal höher als das damals für Eisenbahnstrecken empfohlene Maximalgefälle. Sogar heute sind Eisenbahnstrecken selten steiler als 2 %. An mehreren Stellen des als „Big Hill“ legendär gewordenen Abschnitts wurden Sicherheitsweichen eingebaut. Die zulässige Höchstgeschwindigkeit für talwärts fahrende Züge betrug 10 km/h, und es wurden spezielle Lokomotiven mit besonders starken Bremsen angeschafft. Dennoch kam es immer wieder zu Entgleisungen. Erst 1909 konnte der gefährliche Abschnitt dank der Eröffnung zweier Kehrtunnels, den so genannten Spiral Tunnels, aufgehoben werden.

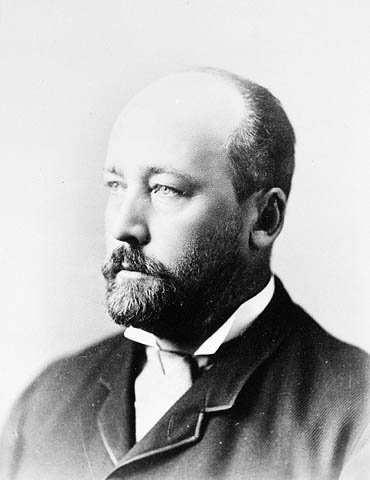
William Cornelius Van Horne

In den Augen der Verantwortlichen war der Baufortschritt im Jahr 1881 viel zu langsam gewesen. Ein Jahr später verpflichtete deshalb CPR-Präsident George Stephen den namhaften amerikanischen Eisenbahnmanager William Cornelius Van Horne, der das Projekt vorantreiben sollte. Van Horne versprach die Fertigstellung von 800 Kilometern Bahnstrecke innerhalb eines Jahres. Zwar hatten zahlreiche Überschwemmungen den Beginn der Bausaison hinausgezögert (im Winter ruhten die Arbeiten), doch in jenem Jahr konnten über 672 Kilometer Hauptstrecke sowie zahlreiche Anschlussgleise und Zweigstrecken fertiggestellt werden. Die Zweigstrecke nach Thunder Bay wurde im Juni 1882 durch das kanadische Eisenbahn- und Kanalministerium fertiggestellt und im Mai 1883 an die CPR übertragen. Damit war es erstmals möglich, über Wasser- und Schienenwege von Ostkanada nach Winnipeg zu gelangen. Ende 1883 hatte man die Ostseite der Rocky Mountains erreicht. In den Bausaisons 1884 und 1885 konzentrierten sich die Arbeiten auf die Rocky Mountains und das Nordufer des Oberen Sees.
Viele tausend Arbeiter (navvies genannt) arbeiteten an der Strecke. Die meisten waren europäische Einwanderer. In British Columbia heuerte die CPR auch Arbeiter aus dem Kaiserreich China an. Ein navvy verdiente zwischen 1 und 2,50 $ pro Tag, musste aber Essen, Kleidung, Transport zum Bauplatz, Post und ärztliche Behandlung selbst bezahlen. Mit zweieinhalb Monaten knochenharter Arbeit konnten sie somit höchstens 16 $ verdienen. Die chinesischen Arbeiter erhielten sogar nur zwischen 0,75 und 1,25 $ pro Tag, wodurch sie kaum je Überweisungen nach Hause tätigen konnten. Die Chinesen übernahmen die gefährlichsten Arbeiten, beispielsweise den Umgang mit Dynamit. Die Familien der ums Leben gekommenen Chinesen erhielten keine Entschädigung, ja nicht einmal eine Nachricht über den Tod ihres Verwandten. Viele von denen, die überlebten, hatten nicht genug Geld, um nach China zurückzukehren und mussten jahrelang in erbärmlichen Verhältnissen überleben. Bereits zwölfjährige Jungen wurden als Teeboys eingesetzt. Am 6. Juni 1977 würdigte die kanadische Regierung den Einsatz der chinesischen Arbeiter offiziell und erklärte diesen zu einem „nationalen historischen Ereignis“.
1883 schritten die Arbeiten schnell voran, doch der CPR ging langsam das Geld aus. Als Reaktion darauf verabschiedete das Parlament das Eisenbahn-Entlastungsgesetz (Railway Relief Bill) und gewährte der CPR eine Anleihe von 22,5 Millionen Dollar. Am 6. März 1884 erlangte das Gesetz Rechtskraft.
Im März 1885 brach in Saskatchewan die Nordwest-Rebellion aus, als die Métis eine eigene Provinz erkämpfen wollten. Van Horne, der damals in Ottawa weilte, versprach der Regierung, dass die CPR innerhalb von elf Tagen Truppen nach Fort Qu’Appelle transportieren könne. Einige Abschnitte waren noch unvollendet oder noch nicht befahren worden, doch der Transport ins Kriegsgebiet dauerte letztlich nur neun Tage und die Rebellion wurde rasch niedergeschlagen. Die Regierung zeigte sich überaus großzügig für die geleisteten Dienste, übernahm die Schulden der CPR und gewährte eine weitere Anleihe von 5 Millionen Dollar.

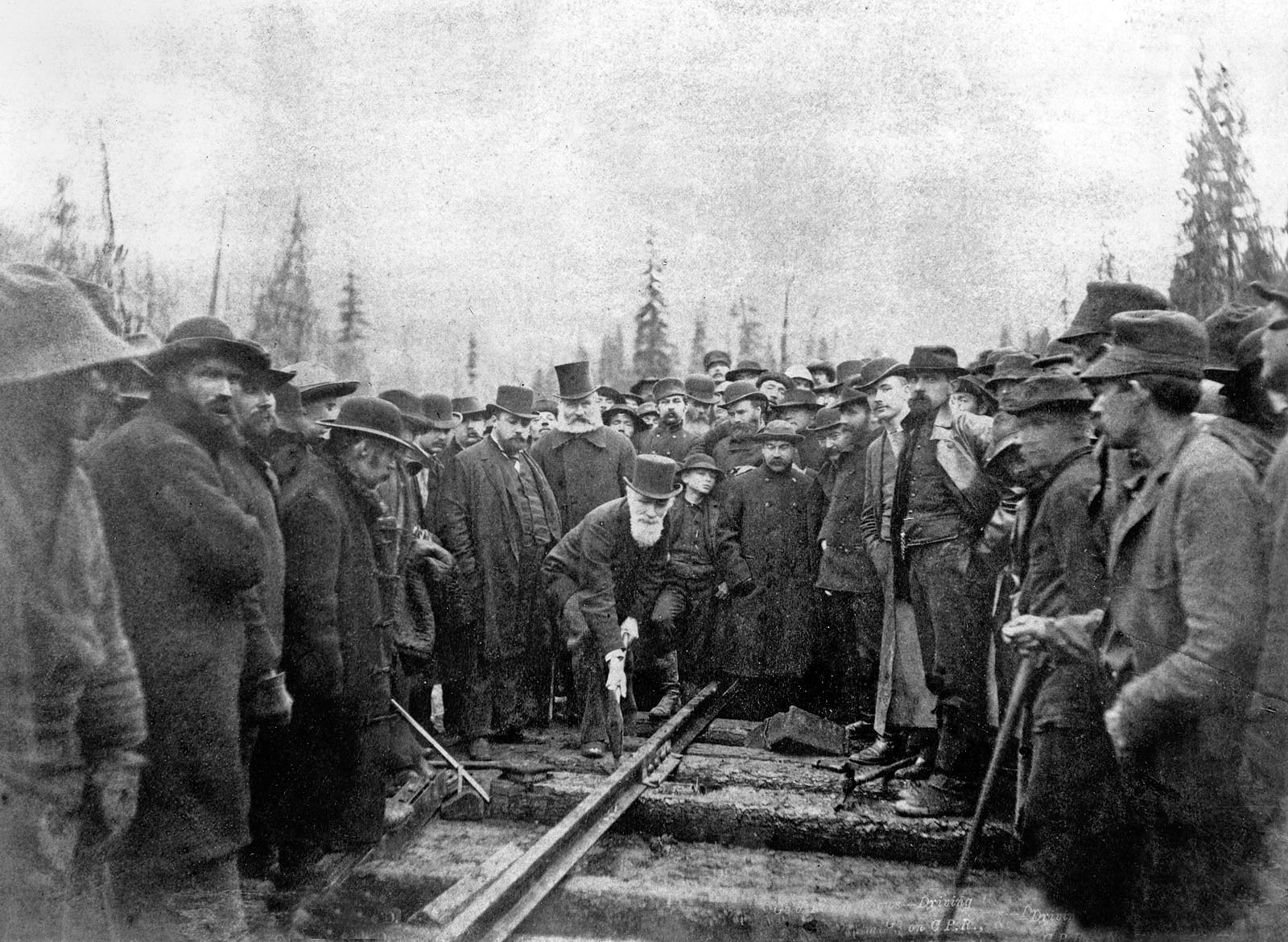
Lord Strathcona setzt den Letzten Nagel in Craigellachie

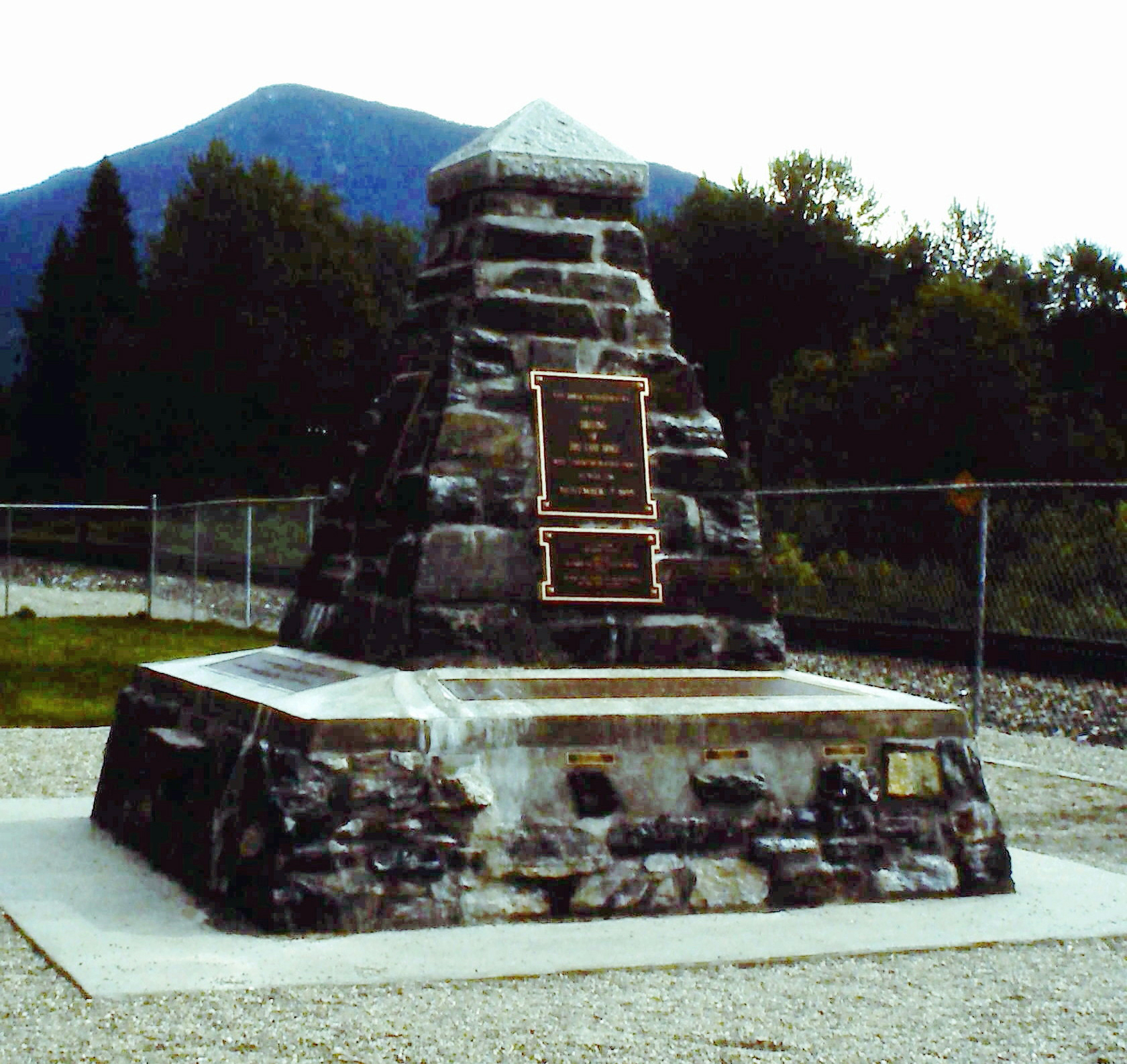
Memorial „Last Spike“, Craigellachie

Am 7. November 1885 setzte Lord Strathcona in Craigellachie den symbolischen Letzten Nagel; damit konnte das Versprechen gegenüber British Columbia endlich eingelöst werden. Zwar waren bereits vier Jahre seit dem ersten vereinbarten Termin verstrichen. Doch die Strecke konnte mehr als fünf Jahre vor dem zweiten Termin (1891) übergeben werden, den John Macdonald im Jahr 1881 neu ausgehandelt hatte. Trotz Verspätungen und politischer Skandale war die erfolgreiche Bewältigung des Projekts eine technische und politische Meisterleistung für ein Land mit einer geringen Bevölkerungszahl, eingeschränkten finanziellen Möglichkeiten und schwierigem Gelände. Die transkanadische Eisenbahn war damals eine der längsten Strecken der Welt.
In der Zwischenzeit hatte die CPR im Osten Kanadas ein Netz von Anschlussstrecken zwischen Québec und St. Thomas errichtet. Zu diesem Zweck erwarb und pachtete die Tochtergesellschaft Ontario and Quebec Railway (O&C) zahlreiche kleine Gesellschaften. Um die Neuerwerbungen mit der CPR-Strecke zu verbinden, baute die O&C eine Strecke zwischen Toronto und Perth, die am 5. Mai 1884 eröffnet wurde. Vier Monate zuvor hatte die CPR mit der O&C einen Pachtvertrag mit einer Laufzeit von 999 Jahren abgeschlossen.

### 1886 bis 1900
Beim Bau der transkontinentalen Verbindung waren dermaßen viele Kosten sparende Maßnahmen ergriffen worden, dass der Betrieb erst sieben Monate nach der offiziellen Eröffnung aufgenommen werden konnte, da der Zustand der Strecke an zahlreichen Stellen nachgebessert werden musste. Doch ohne die Sparmaßnahmen wäre der CPR wohl vorzeitig das Geld ausgegangen und die Strecke wäre unvollendet geblieben. Der erste Reisezug fuhr am 28. Juni in Montreal ab und erreichte Port Moody am 4. Juli 1886. Die CPR hatte sich aber mittlerweile dazu entschlossen, die westliche Endstation um ein paar Kilometer zu einem kleinen Weiler zu verlegen, der Ende des Jahres den Namen Vancouver erhielt. Der erste offizielle Zug erreichte Vancouver am 23. Mai 1887; allerdings hatten die ersten Probefahrten bereits drei Monate zuvor stattgefunden. Die CPR wurde bald profitabel und konnte alle Regierungsanleihen Jahre vor dem Fälligkeitsdatum zurückzahlen.
1888 wurde eine Zweigstrecke zwischen Greater Sudbury und Sault Ste. Marie eröffnet, die den Anschluss an das Bahnnetz der USA herstellte. Im selben Jahr begannen die Bauarbeiten zwischen London und Windsor (gegenüber von Detroit). Diese Strecke wurde am 12. Juni 1890 eröffnet. Die CPR baute einige kurze Strecken östlich von Montreal und pachtete die New Brunswick Railway für 999 Jahre. 1889 baute sie zudem die International Railway of Maine; diese führte ein kurzes Stück über US-Gebiet und verband Montreal mit Saint John, der größten Stadt von New Brunswick. Die CPR hatte damit die letzte Lücke zwischen Pazifik und Atlantik geschlossen. Von nun an konnten Reisende und Güter auch dann zwischen den Ozeanen befördert werden, wenn der Sankt-Lorenz-Golf zugefroren und der Zugang zum Hafen von Montreal blockiert war.
Bis 1896 hatte sich der Konkurrenzkampf mit der Great Northern Railway in British Columbia derart verschärft, dass die CPR eine weitere Strecke südlich der Originalstrecke bauen musste. Van Horne bat die Regierung um Unterstützung. Diese sicherte 3,6 Millionen Dollar zu, um eine Strecke von Lethbridge über den Crowsnest Pass zum Südufer des Kootenay Lake zu bauen. Die CPR musste im Gegenzug auf unbegrenzte Dauer die Frachttarife für wichtige Güter senken. Die Strecke über den Crowsnest Pass konnte am 18. Juni 1899 eröffnet werden.

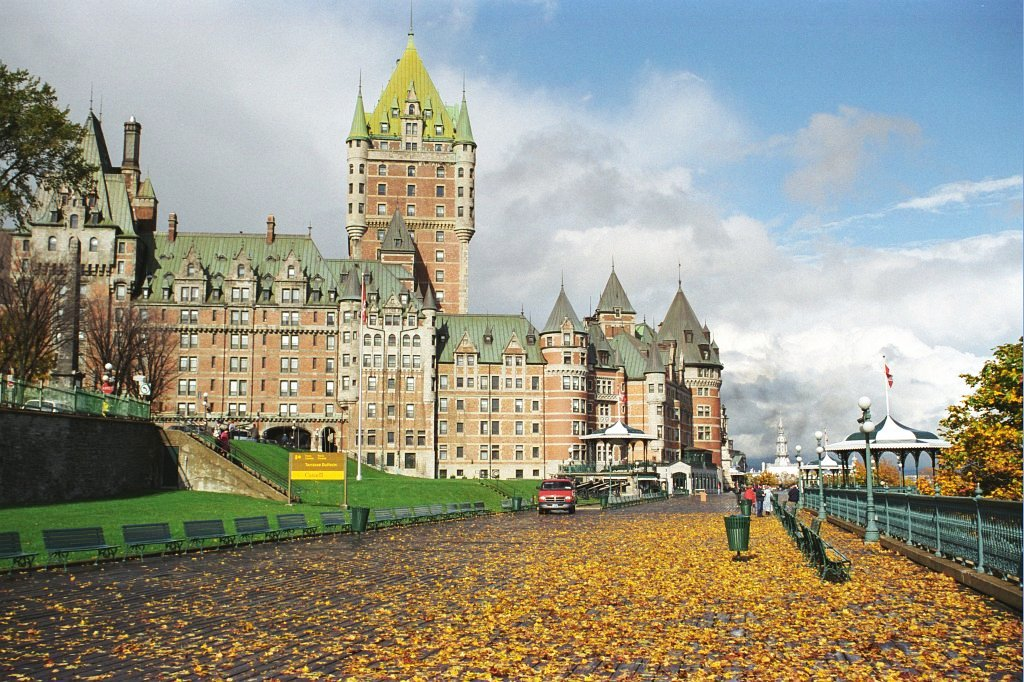
Château Frontenac in Québec

Die umstrittene Crowsnest Pass-Vereinbarung (Crowsnest Pass Agreement) fror die Tarife für Weizentransporte nach Osten und für Transporte von „Siedlerwaren“ nach Westen auf dem Stand von 1897 ein. Zwar war die Vereinbarung während des Zweiten Weltkriegs temporär aufgehoben worden, doch erst 1983 wurde sie durch den Western Grain Transportation Act (Gesetz über den Transport von Weizen aus dem Westen) ersetzt. Erst von da an konnten die Frachttarife für Weizen allmählich erhöht werden.
1888 stieg die CPR ins Tourismusgeschäft ein. Um wohlhabende Touristen aus dem Osten Kanadas in die malerische Bergwelt der Rocky Mountains zu locken, ließ sie entlang der transkontinentalen Bahnstrecke eine Reihe exklusiver Luxushotels bauen, die Canadian Pacific Hotels. Später folgten weitere Hotels in den großen Städten des Ostens. Das bekannteste Beispiel ist das Château Frontenac, das mittlerweile zu einer Touristenattraktion in Québec geworden ist.

### 1901 bis 1928
Während des ersten Jahrzehnts des 20. Jahrhunderts baute die CPR weitere Strecken. 1908 eröffnete sie die direkte Verbindung zwischen Toronto und Greater Sudbury. Vorher mussten die Züge einen weiten Umweg durch den Osten von Ontario machen.

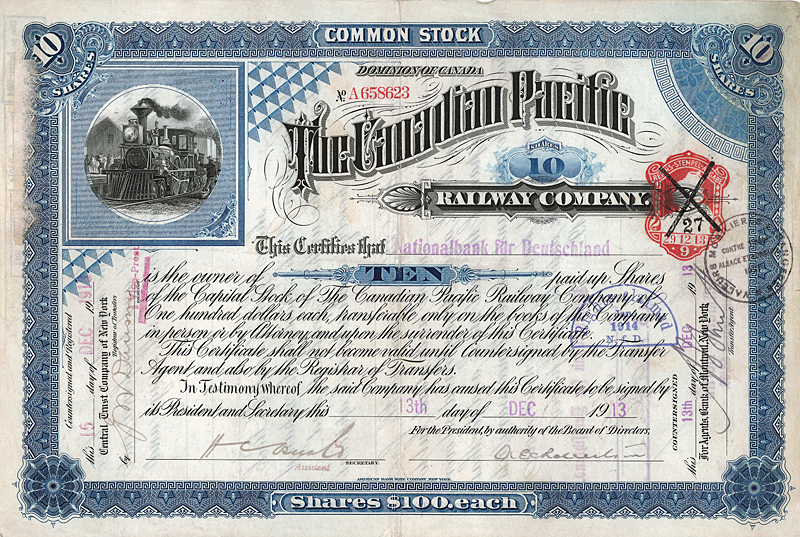
Aktie der Canadian Pacific Railway Company vom 3. Dezember 1913

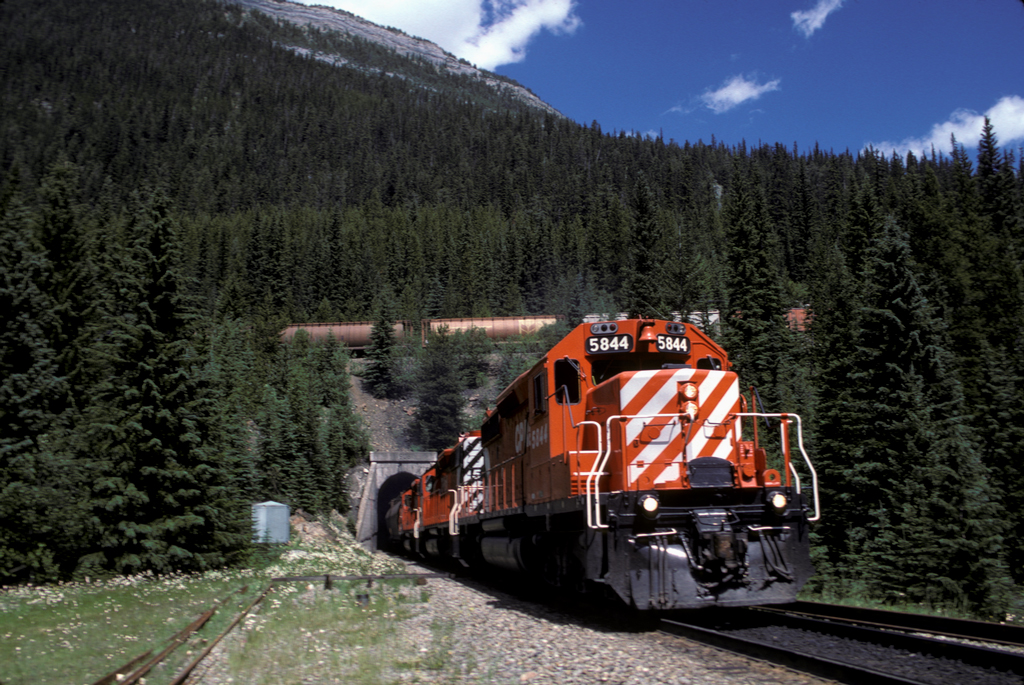
Ein CPR-Zug beim Verlassen des unteren der zwei Spiral Tunnels

1909 sorgte die Eröffnung zweier Bauwerke für eine markante Verbesserung der Betriebsbedingungen im Westen Kanadas. Das erste Bauwerk waren die Spiral Tunnels, die die Steilstrecke am „Big Hill“ entschärften. Mit den beiden Kehrtunnels konnte ab August 1909 das maximale Gefälle von 4,5 auf 2,2 % verringert werden. Am 3. November 1909 erfolgte in der Nähe von Lethbridge in Alberta die Eröffnung des Lethbridge-Viadukts über das Tal des Oldman River. Mit einer Länge von 1.624 Metern und einer maximalen Höhe von 96 Metern ist der Viadukt die längste ganz aus Stahl errichtete Eisenbahnbrücke der Welt. Der Abschnitt über den Rogers Pass war im Winter ständig durch Lawinen bedroht. Er wurde 1916 durch den acht Kilometer langen Connaught-Tunnel unter dem Mount Macdonald ersetzt.
Die CPR erwarb zahlreiche kleine Eisenbahngesellschaften mittels langjähriger Pachtverträge. Am 3. Januar 1912 erwarb sie die Dominion Atlantic Railway im westlichen Teil von Nova Scotia. Dies ermöglichte der CPR den Zugang nach Halifax, einem wichtigen Hafen am Atlantik. Die Verbindung zum Stammnetz erfolgte bei Saint John mit einer Eisenbahnfähre über die Fundybucht. Am 1. Juli 1912 erwarb die CPR die Esquimalt and Nanaimo Railway auf Vancouver Island, die ebenfalls per Eisenbahnfähre mit dem Stammnetz verbunden war. Am 14. Dezember 1912 folgte schließlich der Kauf der Quebec Central Railway.
Zu den Schiffen der CPR gehörte auch die im regelmäßigen Liniendienst zwischen Kanada (Quebec) und England (Liverpool) verkehrende Empress of Ireland. Am 29. Mai 1914 sank dieses Schiff, nach einer Kollision mit einem norwegischen Kohlefrachter, im Sankt-Lorenz-Strom. Bei diesem Untergang kamen 1.012 Menschen ums Leben, was damit bis heute das schwerste maritime Unglück in der kanadischen Geschichte darstellt.
Nach dem Ausbruch des Ersten Weltkriegs im Jahr 1914 stellte die CPR ihre Ressourcen in den Dienst der kanadischen Kriegsanstrengungen. Während andere Gesellschaften um ihr wirtschaftliches Überleben kämpften, konnte die CPR stets Gewinne erzielen. Nach dem Krieg schuf die Regierung aus den Überresten zahlreicher bankrotter Eisenbahngesellschaften, die in den Besitz der Regierung gelangt waren, die Canadian National Railway (CNR, später CN). Die CNR sollte sich zur Hauptkonkurrentin der CPR entwickeln.

### Weltwirtschaftskrise und Zweiter Weltkrieg (1929 bis 1945)
Die Weltwirtschaftskrise, die von 1929 bis 1939 dauerte, traf zahlreiche Gesellschaften hart. Die CPR war im Gegensatz zur CNR weniger stark betroffen, da sie schuldenfrei war. Dennoch musste die CPR auf einigen Strecken den Personen- und Güterverkehr einstellen und nach 1932 auf die Ausschüttung von Dividenden an die Aktionäre verzichten.
Ein Höhepunkt sowohl für die Gesellschaft wie auch für Kanada war der Besuch von König George VI. und Königin Elizabeth im Jahr 1939. Es war das erste Mal überhaupt, dass der britische Monarch, das Staatsoberhaupt von Kanada, das Land besuchte. Die CPR und die CNR teilten sich die Ehre, den königlichen Zug quer durch das Land zu ziehen. Die CPR war für die Reise nach Westen zwischen Québec und Vancouver verantwortlich, die CNR für den Rückweg.
Kurz darauf begann der Zweite Weltkrieg. Auch jetzt stellte sich die CPR in den Dienst der Nation und stellte viele Ressourcen zur Verfügung. Die Lokomotivwerkstatt in Montréal wurde umgerüstet und zum Bau von Valentine-Panzern verwendet. Truppen und Material wurden durch das ganze Land transportiert. Die CPR besaß 22 Schiffe, von denen 12 versenkt wurden.

### 1946 bis 1978

Logo von CP Rail ab 1971

Am 1. September 1947 ereignete sich ein schwerer Eisenbahnunfall, bei dem 31 Menschen starben und 85 darüber hinaus verletzt wurden. Die hohen Opferzahlen resultierten nicht zuletzt daraus, dass die CPR damals immer noch Personenwagen älterer Bauart mit Holzaufbauten und teilweise noch mit Gasbeleuchtung einsetzte, die nach dem Zusammenstoß beider Züge in Brand gerieten. Als Konsequenz aus dem Unfall wurden bei der CPR die Wagen mit hölzernem Aufbau beschleunigt gegen solche, die komplett aus Stahl konstruiert waren, ausgetauscht.
Nach dem Zweiten Weltkrieg veränderte sich das Transportwesen in Kanada grundlegend. Vorher hatten Eisenbahnen fast den gesamten Personen- und Güterverkehr bewältigt, doch nun gewannen Privatautos, Lastkraftwagen und Flugzeuge immer mehr Marktanteile. Die CPR stieg ins Lastwagen- und Flugliniengeschäft ein und konnte dadurch profitabel bleiben. Der Schienengüterverkehr florierte dank des Transports von Rohstoffen und Massengütern weiter. Doch der Personenverkehr wurde rasch unprofitabel. Gleichwohl war die Gesellschaft im Bereich des Personenverkehrs während der 1950er innovativ und führte zahlreiche neue Züge ein, darunter 1955 den Canadian, einen luxuriösen transkontinentalen Zug. Zu Beginn der 1960er begann die Gesellschaft jedoch, sich aus dem Personenverkehr zurückzuziehen, indem sie den Betrieb auf zahlreichen Zweigstrecken einstellte. Sie stellte 1966 den transkontinentalen Zug The Dominion aufs Abstellgleis, scheiterte jedoch 1970 mit dem Antrag, den Canadian ebenfalls einstellen zu dürfen. Schließlich wurde im Jahr 1978 der gesamte Personenverkehr von CPR und CN an die neue staatliche Gesellschaft VIA Rail übertragen.
1968 fand eine Reorganisation des gesamten Konzerns statt. Sämtliche Hauptaktivitäten der CPR, darunter der Betrieb der Eisenbahnen, wurden in separate Tochtergesellschaften ausgelagert. Der Name der Eisenbahn wurde in CP Rail geändert und die Muttergesellschaft erhielt 1971 den Namen Canadian Pacific Limited. Das Unternehmen ersetzte das traditionsreiche Biber-Logo durch einen schlichten Schriftzug, der für alle Betriebszweige verwendet werden konnte.

### 1979 bis heute

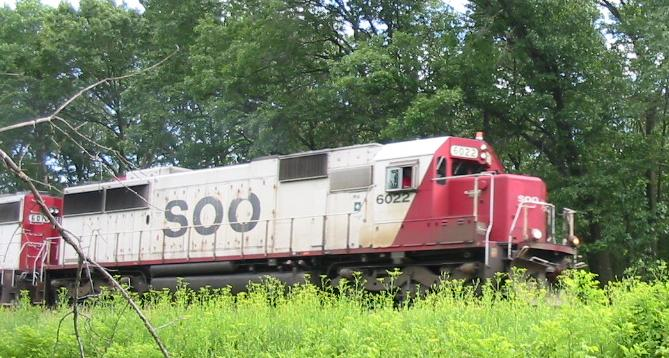
Eine Lokomotive der Soo Line in Wisconsin

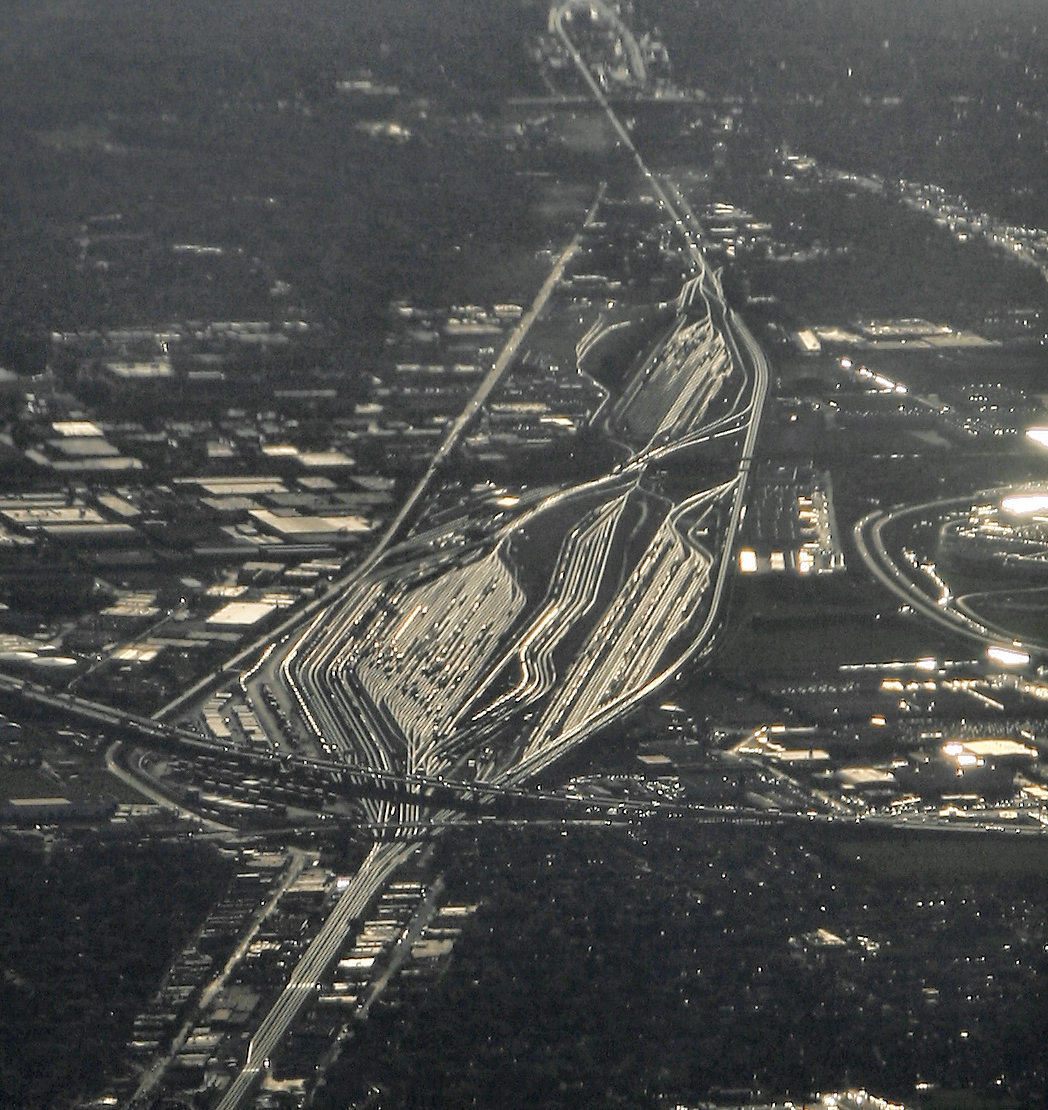
Der Bensenville Yard der CPR in der Metropolregion Chicago, ehemals Milwaukee Road

1984 begann CP Rail mit dem Bau des Mount-Macdonald-Tunnels, der den Connaught-Tunnel unter den Selkirk Mountains entlasten sollte. Er wurde 1988 eröffnet und ist mit einer Länge von 14,7 Kilometern der längste Tunnel auf dem amerikanischen Kontinent.
Während der 1980er-Jahre wurde die Soo Line Railroad, an der CP Rail die Mehrheit besaß, einer Neustrukturierung unterzogen. Sie erwarb 1982 die Minneapolis, Northfield and Southern Railway. Am 21. Februar 1985 erlangte die Soo Line die Kontrolle über die Milwaukee Road und übernahm sie per 1. Januar 1986 endgültig. 1987 wurde ein Großteil der früheren Soo-Strecken in der Region der Großen Seen an eine neue Gesellschaft, die Wisconsin Central Ltd. verkauft. Diese wurde kurz darauf von der Canadian National Railway übernommen.
Begünstigt durch das 1989 in Kraft getretene Freihandelsabkommen zwischen Kanada und den USA, das den Handel zwischen beiden Staaten liberalisierte, ging die Expansion der CPR auch in den 1990ern weiter. 1990 erlangte CP Rail die volle Kontrolle über die Soo Line und kaufte 1991 die Delaware and Hudson Railway. Damit erreichte das Streckennetz von CP Rail die großen US-Metropolen Chicago (über die Soo Line) und New York (über die D&H). Während der nächsten fünf Jahre schrumpfte das Streckennetz in Kanada, als zahlreiche Strecken verkauft oder geschlossen wurden. Darunter waren alle Strecken östlich von Montréal, inklusive der Strecke zum Hafen von Saint John.
Um der gewachsenen Bedeutung des Verkehrs nach Westen gerecht zu werden, verlegte CP Rail 1996 ihren Sitz von Montréal nach Calgary, nahm wieder den traditionsreichen Namen Canadian Pacific Railway an und führte auch das alte Logo wieder ein. Eine neue Tochtergesellschaft, die St. Lawrence and Hudson Railway, wurde gegründet, um die Strecken in Québec, im Süden und Osten von Ontario sowie die D&H zu betreiben. Diese Maßnahme war jedoch nur kurzfristiger Natur, da die StL&H bereits am 1. Januar 2001 in die CPR reintegriert wurde. Im selben Jahr wandelte die Muttergesellschaft, die Canadian Pacific Limited, ihre fünf Tochtergesellschaften (wovon die CPR eine war) in unabhängige Unternehmen um.
Im September 2007 gab die Canadian Pacific die Übernahme der Dakota, Minnesota and Eastern Railroad (DME) und deren Tochtergesellschaft Iowa, Chicago and Eastern Railroad für 1,48 Milliarden Dollar bekannt. Die DME erhielt im Frühjahr 2007 die Genehmigung zum Bau einer Bahnstrecke ins Kohlefördergebiet des Powder River Basin, hatte jedoch Probleme die Finanzierung sicherzustellen. Mit dieser Fusion erhält die CPR die Möglichkeit in dieses lukrative Geschäft einzusteigen. Bis zur Genehmigung durch die Aufsichtsbehörde Surface Transportation Board werden die Anteile der CP Rail treuhänderisch verwaltet.
Ende November 2019 gab das Unternehmen bekannt, dass eine Vereinbarung zum Erwerb der Central Maine and Quebec Railway abgeschlossen wurde. Damit erweitert sich das Streckennetz um 774 Kilometer, das sich östlich von Montreal in den Bundesstaaten Quebec (Kanada) und Maine (USA) erstreckt. Außerdem erhält die Gesellschaft damit einen direkten Zugang zu den Antlantikhäfen Searsport und Saint John.
Am 21. März 2021 gaben Canadian Pacific Railway und Kansas City Southern (KCS) die beabsichtigte Übernahme von KCS durch CP Rail bekannt. Damit entstünde erstmals ein Anbieter für Güterzugverkehr mit Gleisverbindung von Kanada über die USA bis Mexiko. Anfang Dezember 2021 votierten die Aktionäre von CPR mit überwältigender Mehrheit für eine Kapitalerhöhung, mit der die KCS-Aktionäre einen 28-prozentigen Anteil an der zukünftig gemeinsamen Gesellschaft erhalten werden. Diese soll unter dem neuen Namen Canadian Pacific Kansas City Ltd. firmieren.
Dieses Unternehmen besteht seit dem 14. April 2023.

## Güterverkehr

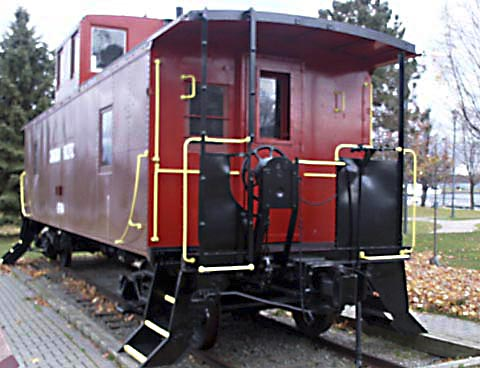
Historischer Caboose der CP Rail außerhalb des Brockville-Tunnels in Ontario

Über die Hälfte des Güterverkehrs der Canadian Pacific Railway besteht aus dem Transport von Kohle, Weizen und Containern (die später auf Schiffe verladen werden). Die CPR transportiert auch Autoteile, Schwefel, Dünger, Chemikalien, Holz sowie weitere Rohstoffe. Die meistfrequentierte Strecke ist die Hauptlinie zwischen Calgary und Vancouver.
Seit 1970 hat der Kohletransport markant an Bedeutung gewonnen. Die Kohle wird von allein für diesen Zweck gebauten Güterzügen von den Kohleminen in den Bergen zu den Terminals bei Roberts Bank und North Vancouver, beide in British Columbia, transportiert. Dort wird sie dann auf Schiffe verladen, die den Transport nach Japan bewerkstelligen. Jährlich transportiert die CPR 34 Millionen Tonnen Kohle an die Westküste.
Weizen transportiert die CPR von der Prärie zu den Häfen von Thunder Bay und Fort William am Oberen See sowie nach Vancouver, von wo aus die Verschiffung nach Übersee erfolgt. Weizen war schon immer eines der wichtigsten Güter der CPR. Zwischen 1905 und 1909 hatte sie die Strecke zwischen Winnipeg und Fort William einzig deswegen auf zwei Gleise ausgebaut, um den Weizentransport noch besser abwickeln zu können. Während mehrerer Jahrzehnte war dies der einzige doppelgleisige Abschnitt der CPR außerhalb der Ballungsgebiete.
1952 führte die CPR als erste nordamerikanische Eisenbahngesellschaft den Huckepackverkehr ein, bei dem Lastwagen-Anhänger auf Flachwagen verladen und über weite Distanzen transportiert werden.

## Personenverkehr
Bis zum Ende des Zweiten Weltkriegs war die Eisenbahn das wichtigste Verkehrsmittel auf langen Strecken. Zu den Fahrgästen gehörten neben der lokalen Bevölkerung auch Immigranten auf dem Weg in die Prärie, Truppen (vor allem in Kriegszeiten) sowie wohlhabende Touristen. Um den Tourismus zu fördern, errichtete die CPR zahlreiche Hotels und baute spezielle Reisezugwagen für gehobene Ansprüche.
Nach dem Krieg, als Automobile und Flugzeuge an Bedeutung zulegten, nahm der Personenverkehr ab. Die CPR versuchte mit zahlreichen Innovationen die Beförderungszahlen im Personenverkehr zu stabilisieren. Am 9. Februar 1953 führte sie für ländliche Gegenden „Dayliner“-Triebzüge ein, die besonders niedrige Betriebskosten hatten und von der US-amerikanischen Budd Company gebaut wurden. Am 24. April 1955 folgte die Einführung des Canadian, eines neuen transkontinentalen Luxuszuges. Dieser fuhr von Vancouver nach Greater Sudbury, wo er in je einen Teilzug nach Toronto und nach Montréal geteilt wurde. Der Zug bestand aus einer Diesellokomotive und Reisezugwagen aus rostfreiem Stahl.
Zu Beginn der 1960er begann die Gesellschaft jedoch mit der flächendeckenden Einstellung des Personenverkehrs, vor allem auf Zweigstrecken. Zum Beispiel endete der Personenverkehr auf der Crowsnest-Pass-Route im Januar 1964, derjenige auf der Quebec Central im April 1967. Der transkontinentale Zug „The Dominion“ fuhr letztmals im Januar 1966. Am 29. Oktober 1978 übertrug die CPR den gesamten Personenverkehr an die neue staatliche Eisenbahngesellschaft VIA Rail.
Zusätzlich zu den Intercity-Verbindungen betrieb die CPR auch den Nahverkehr im Großraum Montréal. 1970 setzte CP Rail hier die ersten Doppelstockwagen in Kanada ein. Am 1. Oktober 1982 ging das Nahverkehrsgeschäft von CP Rail an die Montréal Urban Community Transport Commission über.
Trotzdem gibt es heute noch Personenverkehr auf CPR-Strecken. Neben der Bedienung von kanadischen Strecken durch VIA Rail fährt die US-amerikanische Fernverkehrsgesellschaft Amtrak auf der alten D&H-Route den internationalen Schnellzug Adirondack New York City–Montréal. Auf der früheren Soo-Line bzw. Milwaukee-Strecke zwischen Chicago und St. Paul/Minneapolis betreibt Amtrak neben dem Hiawatha-Service Chicago–Milwaukee auch den Langstreckenzug Empire Builder Chicago–Seattle/Portland.

## Besondere Züge

### Seidenzüge
Zwischen den 1890ern und den 1940ern transportierte die CPR Seidenkokons von Vancouver (wohin sie aus dem Orient herangeschifft worden waren) zu den Seidenwebereien in New York und New Jersey. Ein Zug transportierte Ware im Wert von mehreren Millionen Dollar, weshalb bewaffnete Wachen mitfuhren. Um Zugüberfälle zu verhindern und die Kosten für die Versicherung niedrig zu halten, fuhren die Züge rasch und hielten nur an, um Lokomotiven und Zugpersonal auszuwechseln (was oft nicht mehr als fünf Minuten in Anspruch nahm). Die Seidenzüge hatten Vortritt vor allen anderen Zügen, sogar Reisezüge mussten auf Nebengleise ausweichen, um die Transportzeit möglichst zu verringern. Die Erfindung des Nylon bedeutete nach dem Ende des Zweiten Weltkriegs das Aus für die Seidenzüge.

### Beerdigungszüge

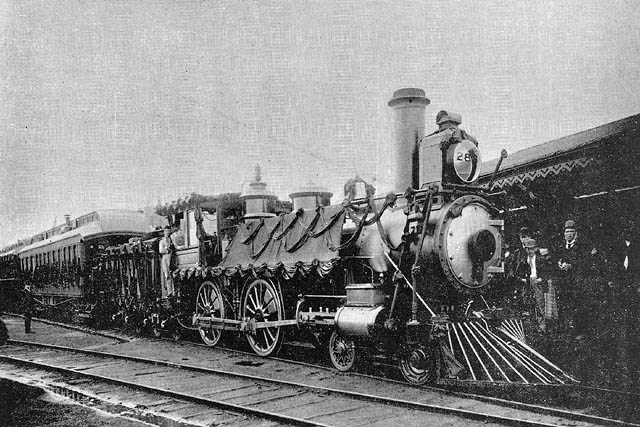
Beerdigungszug von John Macdonald

Beerdigungszüge transportierten die sterblichen Überreste wichtiger Persönlichkeiten, zum Beispiel hoher Politiker. An mehreren Stellen entlang der Strecke versammelten sich Trauernde, um dem Verstorbenen die letzte Ehre zu erweisen. Zwei der Züge sind besonders gut bekannt. Am 10. Juni 1891 fuhr der Beerdigungszug von Premierminister John Macdonald von Ottawa nach Kingston. Am 14. September 1915 verkehrte der Beerdigungszug von CPR-Präsident William Cornelius Van Horne von Montréal nach Joliet im US-Bundesstaat Illinois.

### Schulwagen
Zwischen 1926 und den frühen 1960ern besaß die CPR auch einige Schulwagen, um Kinder zu unterrichten, die im Norden Ontarios fern einer Schule lebten. Ein Lehrer reiste in dem speziell angefertigten Wagen mit, um an einem abgelegenen Ort während zweier oder dreier Tagen zu unterrichten und danach in eine andere Region weiterzufahren. Jeder Wagen hatte eine Wandtafel sowie mehrere Tische und Stühle. Die Wagen enthielten auch kleine Bibliotheken.

### Königliche Züge

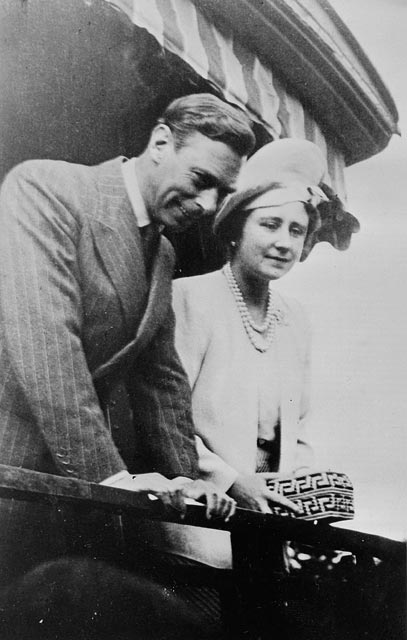
Das Königspaar in Hope, British Columbia

Die CPR stellte besondere Züge zusammen, wenn Mitglieder der königlichen Familie Kanada besuchten. Sie beförderten die Majestäten durch die kanadische Landschaft und hielten unterwegs in kleinen Dörfern und Städten an, um den Kontakt mit der lokalen Bevölkerung zu ermöglichen. Die Züge waren elegant dekoriert, einige hatten Annehmlichkeiten wie ein Postbüro oder einen Friseursalon. Der bekannteste königliche Zug war derjenige von 1939; es sollte auch der letzte sein.
In jenem Jahr besuchten König George VI. und seine Gemahlin Königin Elizabeth das Land und unternahmen eine Reise von Québec nach Vancouver. Dies war der erste Besuch eines amtierenden Monarchen in Kanada. Eine speziell in Silber und Blau bemalte Dampflokomotive des Typs Hudson 2' C 2' (Klasse H1d Nr. 2850) zog den Zug über die gesamte 5.187 Kilometer lange Strecke quer durch Kanada, wobei das Zugpersonal 25 Mal gewechselt wurde. Der König, der als Eisenbahnfreund galt, reiste wann immer möglich auf dem Führerstand. Nach der Reise gab er der CPR die Erlaubnis, Lokomotiven dieses Typs „Royal Hudson“ nennen zu dürfen.

### Feiertagszug
Seit 1999 betreibt die CPR auf ihrer Hauptstrecke einen Feiertagszug. Der Zug verkehrt vor Weihnachten im November und Dezember und dient dem Sammeln von Spenden für wohltätige Institutionen. Er dient auch der Öffentlichkeitsarbeit der CPR und einiger ihrer Kunden.

### Royal Canadian Pacific
Am 7. Juni 2000 weihte die CPR den Royal Canadian Pacific ein, einen luxuriösen Ausflugszug, der in den Sommermonaten zwischen Juni und September verkehrt. Er befährt einen 1050 Kilometer langen Rundkurs von Calgary durch das Tal des Columbia River und über den Crowsnest Pass zurück nach Calgary. Die Fahrt dauert sechs Tage und fünf Nächte. Der Zug besteht aus bis zu acht luxuriösen Reisezugwagen (zwischen 1916 und 1931 gebaut) und wird von einer Diesellokomotive der ersten Generation gezogen.

## Lokomotiven

### Dampflokomotiven
In ihren Anfangsjahren verwendete die CPR Dampflokomotiven aus den USA, hauptsächlich den Typ mit der Achsformel 2' B. Aber auch die Typen 2' C und 1' D wurden eingesetzt, diese vor allem in den Bergen.

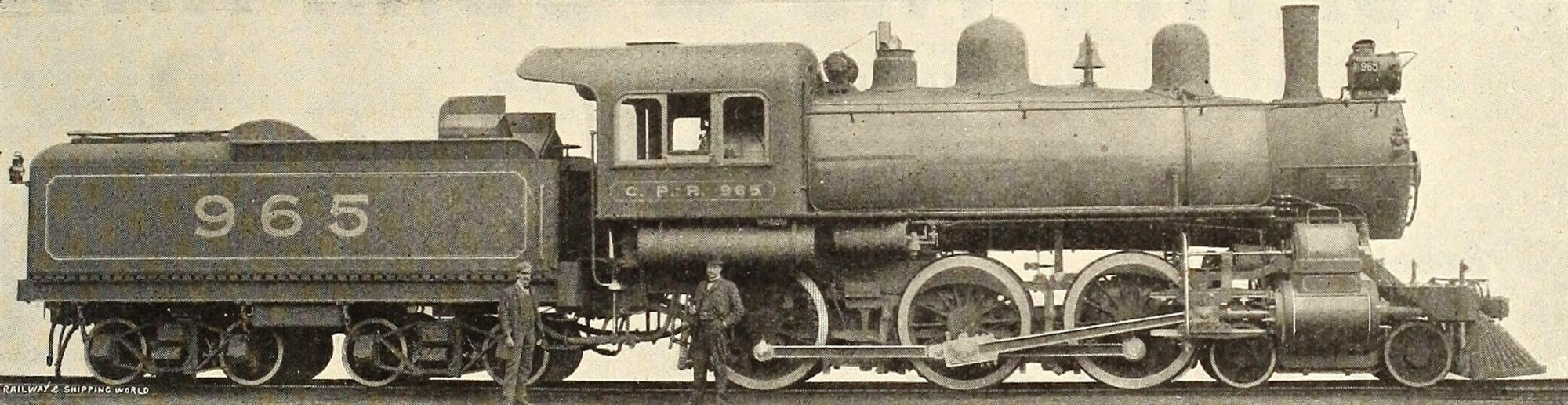
Dampflokomotive aus Sachsen (1903)

1903 kam es zu einer Bestellung von 20 Schlepptenderlokomotiven der Baureihe ST 12 bei der Sächsischen Maschinenfabrik. Die Maschinen wurden in Einzelteilen nach Kanada verschifft, wo sie vor Ort von eigens entsandten Mitarbeitern aus Sachsen zusammengebaut wurden. Trotz erfolgreichen Einsatzes bis in die 1940er Jahre kam es zu keiner weiteren Bestellung von Lokomotiven aus Deutschland.
Zu Beginn des 20. Jahrhunderts besaß die CPR eine große Anzahl von Pacific 2' C 1' und Hudson 2' C 2'. Die bekannteste Hudson der CPR war die stromlinienförmige Royal Hudson, die 1939 den königlichen Zug quer durch Kanada zog. Diese Lokomotive mit der Nummer 2850 wird im Kanadischen Eisenbahnmuseum von Saint-Constant in Québec ausgestellt. Eine weitere Lokomotive dieses Typs, die Nummer 2860, ließ die Regierung von British Columbia restaurieren und zwischen 1974 und 1999 im Ausflugsverkehr auf dem Streckennetz der British Columbia Railway einsetzen.
1929 erhielt die CPR die erste Lokomotive des Typs T 1 Selkirk (1' E 2'), die größte Lokomotive, die jemals auf kanadischen Schienen verkehrte. Diese nach den Selkirk Mountains benannten Lokomotiven waren besonders gut für Steilstrecken geeignet und wurden sowohl für Güter- als auch für Reisezüge eingesetzt. Die letzte der insgesamt 37 Selkirks wurde 1949 geliefert. Es war auch die letzte neue Dampflokomotive überhaupt, da man von nun an ganz auf Dieseltraktion setzte.

### Diesellokomotiven
1937 erwarb die CPR die erste Diesellokomotive, einen lediglich einmal gebauten Prototyp, der sich allerdings nicht bewährte und nicht in Serie ging. Ab 1943 importierte man aus den USA bewährte Modelle der American Locomotive Company (Alco). Die Montreal Locomotive Works, die Hauslieferantin der CPR, baute ab 1948 die Alco-Loks in Lizenz nach. Die erste komplett auf Dieselbetrieb umgestellte Strecke war 1949 die Esquimalt and Nanaimo Railway auf Vancouver Island. Was zunächst nur als Versuchsbetrieb gedacht war, erwies sich als großer Erfolg, und die CPR begann mit der Verdieselung des gesamten Hauptnetzes. Die letzte Dampflokomotive verkehrte am 6. November 1960.
1984 war CP Rail die erste Eisenbahngesellschaft Nordamerikas, die eine Diesellokomotive #4744 mit Drehstrom-Asynchron-Antriebstechnik von BBC Mannheim erprobte. 1995 erhielt General Electric den Auftrag für die erste Serienfertigung von solchen Diesellokomotiven mit Drehstromtechnik in Kanada. Zu Beginn des Jahres 2004 fuhren 507 der 1622 CPR-Diesellokomotiven mit Drehstrom-Asynchron-Fahrmotoren.

## Die Canadian Pacific Railway in der kanadischen Alltagskultur
Der Bau der Eisenbahn ist Thema des Songs The Canadian Railroad Trilogy des bekannten Sängers Gordon Lightfoot. Der in Kanada sehr prominente Schriftsteller und Journalist Pierre Berton schrieb die zwei Bücher The National Dream und The Last Spike, die heute als Standardwerke über die Geschichte der CPR gelten. Diese wurden von der Fernsehstation CBC zu einer TV-Serie mit dem Namen The National Dream adaptiert.
In den späten 1920er-Jahren veranstaltete die Canadian Pacific Railway Touristenfahrten durch den „Wilden Westen Kanadas“. Auf den Fahrten wurden mehrere Musiker eingesetzt, um die Gäste mit Country-Musik und Komik zu unterhalten. Der bekannteste Musiker war der spätere berühmte Country-Sänger Wilf Carter (auch als Montana Slim bekannt).

## Leitung der Canadian Pacific Railway

### Präsidenten und Chief Executive Officer der Canadian Pacific Railway
Ab 1981 war der Chairman of the Board auch Chief Executive Officer. Der Präsident übernahm die Funktion eines Chief Operation Officers. Mit der Neuordnung des CP-Konzerns 2001 änderte sich diese Funktionszuordnung. Die nachgeordnete Position des Präsidenten wird wieder an die Position des CEO geknüpft.
- 16. Februar 1881–August 1888: George Stephen, 1. Baron Mount Stephen
- August 1888–Juni 1899: William Cornelius Van Horne
- Juni 1899–10. Oktober 1918: Thomas George Shaughnessy, 1. Baron Shaughnessy
- 10. Oktober 1918–1942: Edward Wentworth Beatty
- 1942–1947: D’Alton Cory Coleman
- 1947–1948: William Neal
- 1948–1955: William A. Mather
- 1955–1964: Norris Roy Crump
- Oktober 1964–13. März 1966: Robert A. Emerson
- 5. Mai 1966–1972: Ian David Sinclair
- 1972–1981: Fred S. Burbidge
- 1981–1984: William W. Stinson
- 11. Juni 1984–1990: Russel S. Allison
- 1990–5. Mai 2006: Robert J. Ritchie (Präsident bis November 2005)
- 5. Mai 2006 bis 17. Mai 2012: Fred Green[10] (Präsident ab November 2005, CEO ab 5. Mai 2006)
- 17. Mai–28. Juni 2012: Stephen C. Tobias (kommissarischer CEO)
- 28. Juni 2012–31. Januar 2017: E. Hunter Harrison (Präsident bis 5. Februar 2013)
- seit 31. Januar 2017: Keith Creel (Präsident ab 5. Februar 2013)

### Chairman of the Board
Mit dem Ausscheiden von William Van Horne als Präsident der Gesellschaft wurde er zum ersten „Chairman of the Board“ ernannt.
- 1899–1910 William Cornelius Van Horne
- 1910–10. Dezember 1923: Thomas George Shaughnessy, 1. Baron Shaughnessy
- 1923–23. März 1943: Edward Wentworth Beatty
- 1943–1947: D’Alton Cory Coleman
- 1955–1961: William A. Mather
- 1962–3. Mai 1972: Norris Roy Crump
- 3. Mai 1972–1981: Ian David Sinclair
- 1981–1989: William W. Stinson (zusätzlich Chief Executive Officer)
- 1989–1995: I. Barry Scott (zusätzlich Chief Executive Officer)
- 1995–30. September 2001: Robert J. Ritchie (zusätzlich Chief Executive Officer)

- 1. Oktober 2001–5. Mai 2005: James E. Newall
- 5. Mai 2005–17. Mai 2012: John Cleghorn
- 4. Juni 2012–1. Mai 2014: Paul G. Haggis
- 1. Mai 2014–20. Juli 2015: Gary F. Colter
- 20. Juli 2015–7. Mai 2019: Andrew F. Reardon
- 7. Mai 2019: Isabelle Courville

## Film
Der US-amerikanische Spielfilm Canadian Pacific von 1949 ist um den Bau der transkontinentalen Strecke gestaltet. Regie führte Edwin L. Mevin, Darsteller sind Randolph Scott, Jane Wyatt und Nancy Olson. In einem fahrenden Zug gibt eine Ärztin [!] dem Protagonisten eine direkte Bluttransfusion ohne weitere Hilfsmittel.